# Château d'Orain (Grignon)
Le château de Grignon  est un château du XVIIe siècle situé à Grignon (Côte-d'Or) en Bourgogne-Franche-Comté.

## Localisation
Le château est situé à Grignon, au sud du bourg des Granges sur la rive ouest du canal de Bourgogne.

## Historique
En 1365, Jean de Pontailler, sire de Magny-sur-Tille, tient la maison, la motte et les fossés des granges de Grignon-en-Auxois. En 1457, Légier de Dinteville, cède à son frère Jean, seigneur de Spoy, la maison de Grange-sous-Grignon. Le château est édifié en 1469 par la famille de Saulx. En 1527, Jean de Tavenne, seigneur de Dole, reprend le fief de Granges-sous-Grignon. En 1622, la seigneurie d'Orain qui ne consiste plus qu'en un pourpris entouré de fossés revient à François Bretaigne, lieutenant général au bailliage d'Auxois. Le château actuel est rebâti au XVIIe siècle[réf. souhaitée].
Étienne Jean Charles Champion de Nansouty, pair de France et découvreur des houillères de Sincey, y est mort le 6 janvier 1865.

## Architecture
En 1794, le château se compose d'un corps de bâtiment très bas bâti simplement dans un style moderne, encadré de deux ailes formant au milieu une cour fermée par un mur avec porte en fer. Le tout est entouré de fossés[réf. souhaitée]. Le château d'Orain qui ne conserve aucun vestige de la maison médiévale qui l'a précédé n'a pas subi des dégradations à la Révolution et correspond à la description de 1794[réf. souhaitée]. 
Les façades et les toitures du château sont inscrites aux monuments historiques par arrêté du 11 octobre 1984.

## Valorisation du patrimoine
Le château accueille un centre d'animation culturelle.